# Lakmaras
Lakmaras is een bestuurslaag in het regentschap Belu van de provincie Oost-Nusa Tenggara, Indonesië. Lakmaras telt 1106 inwoners (volkstelling 2010).